# Darleens
Darleens var en dansk country-gruppe, der primært eksisterede i begyndelsen af 1990'erne, hvor den udgav to album, men var gendannet i en periode i begyndelsen af 2000'erne og udgav et tredje album i 2003. Gruppen bestod, usædvanligt for et dansk c&w-band, fra begyndelsen udelukkende af kvinder og benyttede sig i stor udstrækning af flerstemmig sang. Gruppens oprindelige medlemmer var Karin Ørum (forsanger), Margrethe "Maggie" Björklund (guitar og kor), Sisse Larsen (trommer og kor) samt Karen Emma Engberg (bas); i 2000'erne kom Troels Bech med på guitar. Gruppen indspillede næsten kun selvskrevne numre, hvoraf Björklund stod bag de fleste.

## Diskografi
- Darleens (1991)
- Twisted (1993)
- This Is Darleens (2003)